# Closterocerus
Closterocerus is een geslacht van vliesvleugeligen uit de familie Eulophidae. De wetenschappelijke naam van dit geslacht is voor het eerst geldig gepubliceerd in 1833 door Westwood.

## Soorten
Het geslacht Closterocerus omvat de volgende soorten:
- Closterocerus abelardi Girault, 1922
- Closterocerus africanus Waterston, 1925
- Closterocerus agromyzae Narayanan, Subba Rao & Ramachandra, 1960
- Closterocerus albitibiae (Girault, 1917)
- Closterocerus ashmeadi (Girault, 1915)
- Closterocerus bambeyi (Risbec, 1951)
- Closterocerus brachyphagus Hansson, 1994
- Closterocerus brownii Ashmead, 1904
- Closterocerus cardigaster (Masi, 1917)
- Closterocerus carolinae Hansson, 1994
- Closterocerus chamaeleon (Girault, 1922)
- Closterocerus cincinnatus Girault, 1916
- Closterocerus cinctipennis Ashmead, 1888
- Closterocerus cinctiventris (Ashmead, 1904)
- Closterocerus coffeellae Ihering, 1914
- Closterocerus cruy (Girault, 1918)
- Closterocerus curtisi Girault, 1915
- Closterocerus cyaneus Hansson, 1994
- Closterocerus damastes Walker, 1847
- Closterocerus eupulcher Özdikmen, 2011
- Closterocerus eutrifasciatus Liao, 1987
- Closterocerus flavicinctus De Santis, 1983
- Closterocerus hungaricus (Erdös, 1966)
- Closterocerus insignis Waterston, 1915
- Closterocerus javanus Perkins, 1912
- Closterocerus kinquelibae (Risbec, 1951)
- Closterocerus lanassa (Walker, 1839)
- Closterocerus leptocerus (Waterston, 1925)
- Closterocerus liriomyzae (Risbec, 1951)
- Closterocerus litchii (Yang & Luo, 1994)
- Closterocerus longiscapus (Boucek, 1986)
- Closterocerus lyonetiae (Ferrière, 1952)
- Closterocerus mirabilis Edwards & La Salle, 2004
- Closterocerus mirus Girault, 1913
- Closterocerus nigrescens (Ikeda & Kamijo, 1993)
- Closterocerus nitidus Hansson, 1994
- Closterocerus nius Hansson, 1994
- Closterocerus orientalis (Ferrière, 1933)
- Closterocerus oryzamyntor Gumovsky & Zhu, 2006
- Closterocerus pannonicus (Erdös, 1956)
- Closterocerus partifuscipennis (Girault, 1916)
- Closterocerus perineti (Risbec, 1952)
- Closterocerus phytomyzae Mani, 1971
- Closterocerus promecothecae (Ferrière, 1931)
- Closterocerus pulcher (Howard, 1897)
- Closterocerus pulcherrimus (Kerrich, 1970)
- Closterocerus purpureus (Howard, 1897)
- Closterocerus purpurissatus (Kerrich, 1970)
- Closterocerus ritchiei (Ferrière, 1936)
- Closterocerus rostandi Girault, 1915
- Closterocerus rotundiventris (Szelényi, 1980)
- Closterocerus ruforum (Krausse, 1917)
- Closterocerus saintpierrei Girault, 1913
- Closterocerus scapiatus Singh & Khan, 1996
- Closterocerus smaragdulus (Graham, 1963)
- Closterocerus solidaginis (Yoshimoto, 1980)
- Closterocerus spiniformis (Moser, 1965)
- Closterocerus splendens Kowalski, 1917
- Closterocerus sumae Girault, 1934
- Closterocerus tau Girault, 1917
- Closterocerus texanus Hansson, 1994
- Closterocerus theaephilus (Risbec, 1952)
- Closterocerus tineivorus (Risbec, 1951)
- Closterocerus transsylvanicus (Erdös, 1951)
- Closterocerus trifasciatus Westwood, 1833
- Closterocerus utahensis Crawford, 1912
- Closterocerus vesiculis (Moser, 1965)
- Closterocerus westwoodi Girault, 1915
- Closterocerus yamagishii (Kamijo, 1979)
- Closterocerus zangwilli Girault, 1913